# Боржомі (мінеральна вода)
Боржо́мі (груз. ბორჯომი — Борджомі) — природна гідрокарбонатно-натрієва мінеральна вода, мінералізація якої становить 5,5–7,5 г/л. Видобувають у Грузії в долині «Боржомі», розташованій на території національного парку «Боржомі-Харагаулі».

## Мінеральний склад
Мінеральний склад води «Боржомі» є таким:
- Гідрокарбонати: 3500–5000 мг/дм³
- Хлориди: 250—500 мг/дм³
- Кальцій: 20–150 мг/дм³
- Магній: 20–150 мг/дм³
- Натрій: 1000—2000 мг/дм³
- Калій: 15–45 мг/дм³
- Мінералізація: 5000–7500 мг/дм³
- Діоксид вуглецю, %: 0,34–0,42 мг/дм³

## Мінеральна вода
Мінеральна вода «Боржомі» представлена у чотирьох варіантах упаковки:
- У скляній пляшці 0,33 л і 0,5 л (термін придатності — 2 роки від дати розливу);
- У пластиковій пляшці 0,5 л і 0,75 л (термін придатності — 1 рік від дати розливу);
- У алюмінієвій банці 0,33 л (термін придатності — 1 рік від дати розливу).

## Вулканічне походження Боржомі
«Боржомі» — мінеральна вода вулканічного походження, якій за природними мірками вже більш як 1500 років. На поверхню землі вона потрапляє з глибини 8–10 км, виштовхує її природний вуглекислий газ. На відміну від більшості інших гідрокарбонатних натрієвих мінеральних вод, «Боржомі» не встигає остудитись під землею і виходить на поверхню теплою (38–41 °C), «на шляху» збагачуючись композицією із шістдесяти різних мінералів, які знаходяться в породах Кавказьких гір.

Результати досліджень боржомської води вказують на те, що в її формуванні беруть участь глибинні мінералізовані, сучасні прісні та низько мінералізовані води.

## Видобуток та розлив

Лінія з розливання мінеральної води «Боржомі»

### Видобуток «Боржомі»
«Боржомі» — унікальне родовище вуглекислих гідрокарбонатно-натрієвих мінеральних вод.
Нині всі дев'ять експлуатаційних свердловин у Боржомській ущелині функціонують у режимі самовиливу, тобто видобувається саме та кількість води, яка поновлюється природним чином. Цими свердловинами, глибина яких досягає інколи 1500 метрів, вуглекислий газ виштовхує мінеральну воду на поверхню землі. 

### Розлив «Боржомі»
Отримана зі свердловин мінеральна вода за допомогою 25-кілометрового трубопроводу, побудованого з високоякісної нержавіючої сталі, подається на розливні заводи. Там вона відстоюється, охолоджується, насичується природним вуглекислим газом та розливається в пляшки, які потім закупорюють та на них наклеюють етикетки.
Сьогодні у м. Боржомі працюють два розливних заводи: перший спеціалізується на розливі «Боржомі» в скляні пляшки, другий — в пластикові пляшки. За останні десять років було проведено повне переобладнання та модернізація заводів, завдяки чому сьогодні вони є лідерами галузі як за обсягом продукції, що випускається, так і за рівнем застосування інноваційних технологій. 
Висококваліфікований та досвідчений персонал, найсучасніші європейські лінії з розливу води, відповідний високим міжнародним стандартам виробничий процес, — все це складові якості мінеральної води під торговою маркою «Боржомі».

### Система контролю та стандарти
Розлив «Боржомі» здійснюється на автоматизованих технологічних лініях. Їх потужність дозволяє повністю освоїти ресурси води, що добувається. На обох заводах у строгій відповідності до затвердженої процедури та періодичності проводиться перевірка якості продукції та води, що надходить із джерел, для чого створений сучасний хімічний та мікробіологічний лабораторний комплекс. Аналізи проводяться згідно з вимогами директив Єврокомісії щодо якості питної та мінеральної води.
Для гідрогеологічного моніторингу родовища «Боржомі» використовуються послуги місцевих та міжнародних експертів — Gamma (Грузія), Zenith Consulting (Велика Британія), Antea (Франція), SGS Institut Fresenius (Німеччина). Зразки води регулярно надсилаються для зовнішніх лабораторних аналізів у Тбілісі та країни-імпортери.
Система контролю якості «Боржомі» дає можливість контролювати виробничий процес на всіх його етапах — від видобутку до розливу та доставки. Крім того, вона повністю відповідає принципам ISO 22000 (найбільш сучасної системи оцінки безпеки та якості продуктів харчування), а сама «Боржомі» стала першою мінеральною водою в країнах СНД і Балтії, якій був привласнений стандарт якості ISO 22000.

## Властивості
Завдяки комплексу мінералів вулканічного походження, «Боржомі» нормалізує рівень pH, створює оптимальні умови для обмінних процесів, і діє як «природний енергетик», підвищує тонус організму та природно очищує організм (що доведено низкою клінічних досліджень функціональних властивостей води та її дії на організм людини).

## Родовище
Боржомське родовище мінеральних вод розташоване на висоті 760—920 метрів
над рівнем моря в центральній частині Аджаро-Імеретинського хребта Кавказьких
гір, у феноменальній кліматичній зоні, що формується льодовиками Бакуріані й сосновим
гаєм біля підніжжя гір. Усі ці умови утворюють особливу екосистему Боржомського
заповідника. Природну мінеральну воду  «Боржомі»
видобувають із 9 свердловин, глибина яких становить від 140 до 1500 м. А народжується
вона на глибині понад 8000 метрів.
Під впливом високих температур і тиску вода піднімається з підземних глибин, проходить крізь шари вулканогенно-осадових порід, де містяться практично усі елементи земної кори, і вбирає їх до свого складу. Потім вона зустрічає на своєму шляху підземні, а також низькомінералізовані води, які спустились із гірських вершин через прошарок крейдових порід. Далі під впливом вуглекислого газу «Боржомі» піднімається на поверхню. На відміну від багатьох інших гідрокарбонатних натрієвих мінеральних вод  під землею вона не встигає охолонути  і виходить на поверхню теплою (38-41 С°).
Дослідження Боржомського родовища, проведені впродовж останнього часу, припускають, що в ньому присутні так звані ювенільні води, які народжуються із
кисню та водню магми в результаті вулканічних процесів, що відбуваються на
багатокілометровій глибині. Мова йде про первозданну чисту воду, яка ніколи
не брала участь у колообігу води у природі. 

## Етимологія слова Боржомі
Сама назва  «Боржомі» походить від
двох слів: «борж» — «стіна фортеці» та «омі» — «війна». За свідченнями
археологів, війни в цьому краї відбувались часто, а місцеве населення
використовувало гори як захисні фортеці.

## Історія

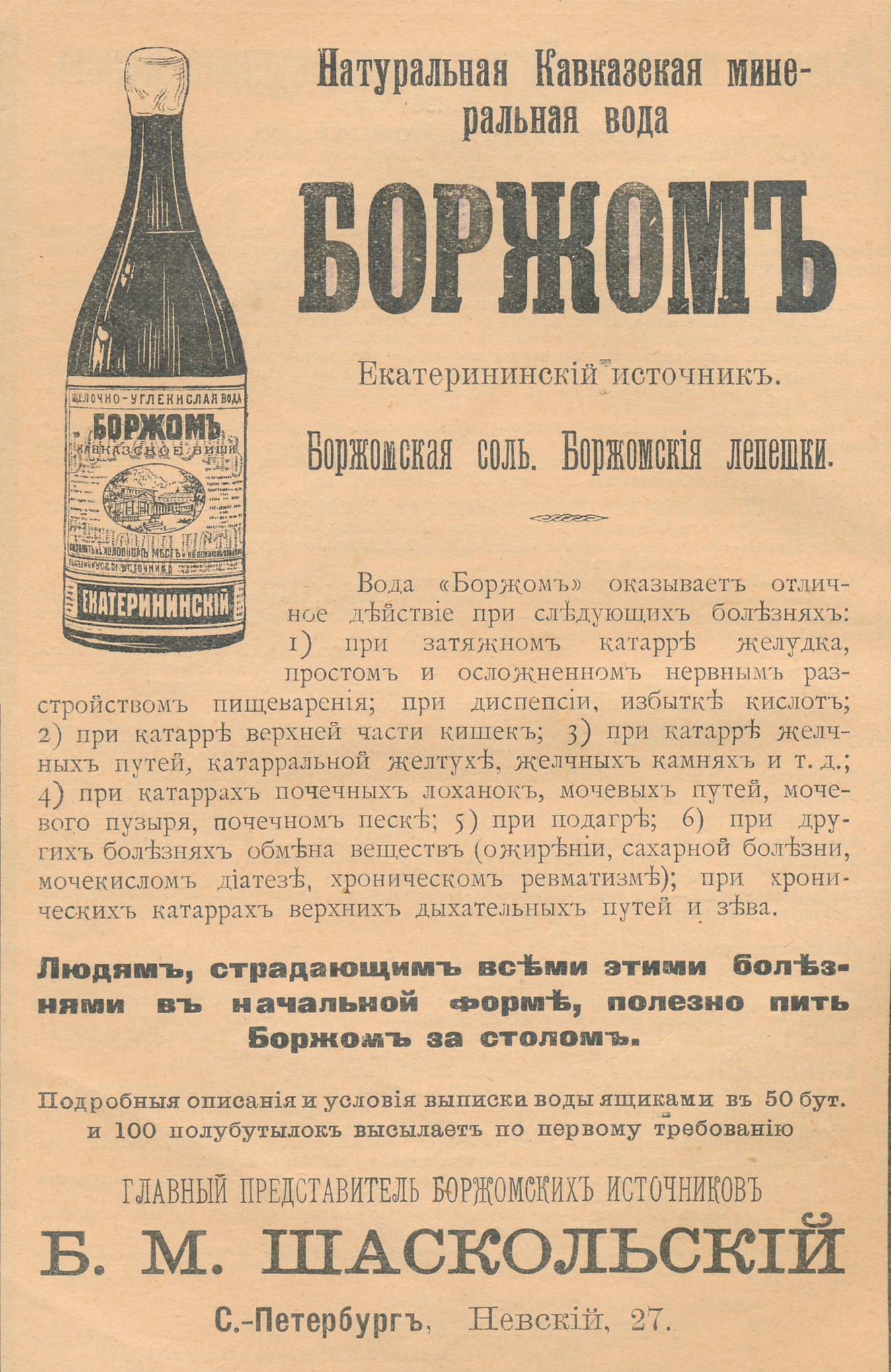
Реклама Боржомі, «Загальний календар на 1909 рік», с. 14 вкладки.

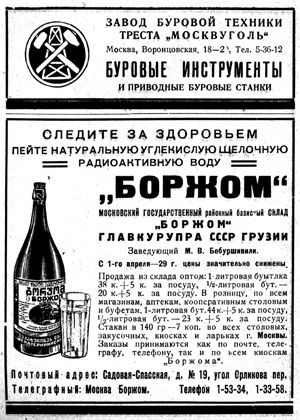
Реклама води «Боржом», 1929 р.

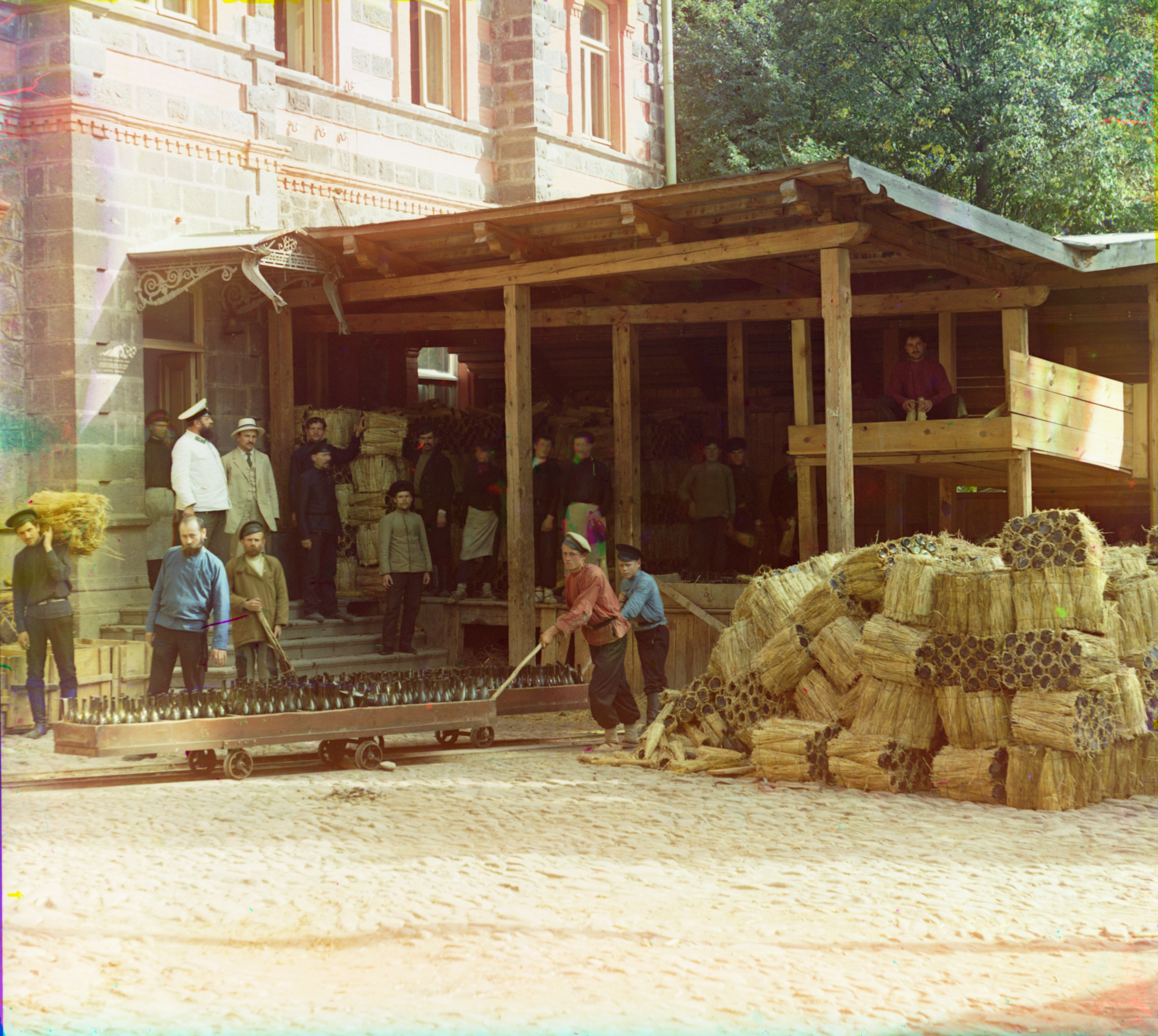
Розподіл води Боржом, між 1905 і 1915 роками

Археологічні знахідки підтверджують, що ще у 1 сторіччі н. е. люди пили Боржомські мінеральні води та приймали цілющі ванни. У часи Середньовіччя були знайдені глиняні труби, які були прикладені до кількох Боржомських джерел. Через численні війни у XVI—XVIII ст. джерела були занедбані та забуті. Лише у XIX ст., після приєднання Грузії до складу Російської імперії, на них знову звернули увагу.
Після багатьох років забуття тепле джерело в долині Боржомі  у 1829 р. віднайшли солдати Херсонського гренадерського полку. За наказом полковника П.Попова джерело було розчищене, а воду в пляшках почали доставляти до полку. Завдяки цілющим властивостям води, полковник П.Попов вилікував хворобу шлунка. Тому він упорядкував джерело, збудував поряд лазню та будиночок.
У 1834 р. на цьому місці розташувалися грузинські гренадери. Військовий лікар С.Аміров уперше дослідив склад і властивості мінеральної води з джерела.
Результати були настільки вражаючими, що лікар відправив зразки води до медичних світил  Петербурга та Москви.
Через 7 років, у 1841 р., на лікування до Боржомі свою хвору доньку привіз намісник царя на Кавказі генерал Е.Головін. Цілющий ефект мінеральної води виявився блискучим — дівчина повністю вилікувалася. Після цієї події два Боржомських джерела було названо Євгеніївським та Єкатеринським, на честь генерала та його доньки, і вони знову здобули славу та визнання.
У 1842 р. на прохання лікаря Амірова до Боржомі проклали дороги, звели споруди та відремонтували ванни.
У 1846 р. новий намісник царя на Закавказзі М.Воронцов вирішив облаштувати у Боржомі маєток і зробив курорт своєю літньою резиденцією. Тут були збудовані кілька будинків, кювети, ванни, парки, церкви, готелі, мости, дороги. Саме граф Воронцов запросив до Боржомі професорів Московського університету з метою дослідити місцеві води. Незабаром вийшла перша науково-практична книга про лікувальні властивості мінеральної води «Боржомі». А Воронцовський період вважається часом розквіту курорту.
У 1850 р. в Боржомі вже відпочивали представники знаті та бомонду Російської імперії. Саме тоді була здійснена перша спроба розлити мінеральну воду для експорту за межі курорту. Аптекар тамтешнього військового лазарету Захаров розлив  воду в 1300 овальних півлітрових пляшок і відвіз на продаж до Тифлісу.
У 1862 р. намісником Закавказзя став Великий князь Михайло Романов, який обрав Боржомі своєю літньою резиденцією. З цього часу розпочинається період капітальної розбудови курорту.
1890 рік вважається офіційною датою заснування ТМ «Боржомі». Саме тоді в Парку мінеральних вод, який був створений  за наказом імператорської сім'ї Романових, відкрився перший завод із розливу славнозвісної мінеральної води, з якого і розпочинається історія легендарної торгової марки. Кожна пляшка із темно-зеленого скла виливалась вручну, закупорювалась сургучем та складалась у солом'яну корзину для безпечного транспортування.
Уже в 1900 р. виробництво  «Боржомі» вперше перевищило один мільйон пляшок на рік. Тоді ж хімік Ф. Мольденгауер запропонував насичувати воду вуглекислим газом для збереження її фізико-хімічних властивостей  у пляшках. У 1913 р. обсяг виробництва «Боржомі» становив 9 млн пляшок на рік.
У радянські часи всі активи Боржомі були націоналізовані. У 1921 р. поселення Боржомі отримало статус міста. Радянська влада гідно оцінила властивості та незмінну якість «Боржомі»: вода отримала перший сертифікат ГОСТ на мінеральні натуральні води в Росії.
Під час «відлиги» у 1960-х роках легендарну мінеральну воду експортували до 15 країн світу. У 1980 р. «Боржомі» стала першим справжнім радянським брендом, біло-червона етикетка якого набула абсолютної впізнаваності серед споживачів.  
Криза 1990-х негативно вплинула на розвиток економіки Грузії, у тому числі й на виробництво «Боржомі». Але вже в 1995 р., коли компанія «Georgian Glass & Mineral Water Co. N. V.» відновила випуск популярної мінеральної води на двох розливних заводах, її виробництво зросло у 40 разів.
У червні 2007 року «Georgian Glass & Mineral Water Co. N. V.» стала першою компанією, з розливу мінеральної води у СНД, продукцію якої було сертифіковано  відповідно до міжнародних стандартів безпеки ISO 22000. Відповідну сертифікацію провела французька компанія Bureau Veritas Certification.

Тепер вода «Боржомі» відома у 40 країнах світу. Цікаво, що склад «Боржомі» залишається незмінним — таким, як і майже 125 років тому.

## Про компанію IDS Borjomi International
Компанія IDS Borjomi International входить до трійки найбільших гравців на ринку мінеральних вод України, країн Балтії та СНД. IDS Borjomi International об'єднує IDS Group Georgia (Грузія), IDS Ukraine (Україна), IDS Borjomi Russia (Росія), IDS Borjomi Azerbaijan (Азербайджан), IDS Borjomi Belarus (Білорусь) та IDS Borjomi Europe (Литва). «Боржомі» експортується у понад 40 країн світу.

## Музей

### «Головинський період»
- 1829 р. — неподалік від Боржомськой долини, в м. Гори розквартирований Херсонський гренадерський полк, солдати якого відкрили мінеральне джерело Боржомі.
- 1834 р. — на зміну Херсонському полку прибувають грузинські гренадери. Полковий лікар С. Аміров починає вивчати склад та дію мінеральної води з джерела, а також відправляє перші проби у вищі медичні кола Петербургу та Москви.
- 1841 р. — намісник царя на Кавказі генерал Євгеній Головін привозить на лікування в Боржомі свою хвору дочку Катерину, а після зцілення останньої називає джерела Євгеніївським та Катериненським.
- 1842 р. — доктор Аміров звертається до генерала Головіна з проханням облаштувати в Боржомі курорт. Починається період розвитку інфраструктури Боржомі.

### «Воронцовський період»
- 1846 р. — новий намісник царя на Закавказзі М. Воронцов звертає увагу на Боржомський маєток та його мінеральні води. Зробивши курорт своєю літньою резиденцією, він будує в Боржомі будинки, бювети, ванни, парки, церкви, готелі, мости та дороги, проводить телефонне та поштове сполучення з Тіфлісом.
- 1850 р. — здійснена перша спроба розливу боржомської мінеральної води та її експорту за межі курорту: аптекар військового лазарету Захаров розливає воду в 1300 овальні півлітрові пляшки і везе на продаж в Тіфліс. В Боржомі між тим розкинуто Парк мінеральних вод.

### «Романівський період»
- 1862 р. — намісником Закавказзя призначається великий князь Михайло Романов, який обирає Боржомі своєю літньою резиденцією. Починається період капітального будівництва курорту з інфраструктурою на рівні Карлсбада або Віші. Паралельно в авторитетних установах Росії вивчаються лікувальні властивості мінеральної води з Боржомі.
- 1890 р. — в Парку мінеральних вод запрацював перший розливний завод.
- 1896 р. — відкритий перший скляний завод, який з часом став випускати 10-12 млн пляшок на рік.
- 1899 р. — в Боржомі будують першу електростанцію потужністю 3 тисячі кінських сил, яка забезпечувала електрикою Боржомську ущелину та ще три прилеглі райони.
- 1900 р. — в Боржомі відряджено хіміка Ф. Мольдснгауера, який розробив метод для збереження фізико-хімічних властивостей води, що розлита пляшками. Вчений запропонував насичувати воду вуглекислим газом. Метод дозволив експортувати боржомі за кордон.
- 1904 р. — вдалося механізувати розлив боржомі.
- 1905 р. — після налагодження виробництва вивіз «Боржомі» досягає 320 тис. пляшок. 1907 р. — «Боржомі» отримує диплом в м. Спа (Бельгія).
- 1909 р. — «Боржомі» нагороджують золотою медаллю в Казані.
- 1911 р. — «Боржомі» виданий почесний диплом в м. Дрездені (Німеччина).
- 1921 р. — Боржомі отримує статус міста.

### Радянські часи
- 1953 р. — поблизу того місця, де в 1890 р. Михайло Романов побудував перший завод з розливу боржомі, зводять новий, сучасний розливний завод № 1.
- 1961 р. — експорт «Боржомі» в 15 країн світу склав 423 тис. пляшок.
- 1969 р. — побудований розливний завод № 2.
- 1980-1990-і рр. — продажі «Боржомі» досягли рекордної відмітки — 400 млн пляшок на рік.

### Наш час
- 1995 р. — починається нова ера «Боржомі»: на заводи залучено інвесторів.
- 1997 р. — модернізовані розливні заводи № 1 і № 2. У власність компанії переходить Хашурський скляний завод, розташований у 30 км від Боржомі, який також було переобладнано.
- 1998 р. — на заводі № 2 відкрито виробництво «Боржомі» в ПЕТ-пляшках.
- 1999 р. — на заводі № 2 відкрито виробництво негазованої мінеральної води «Джерела Боржомі».
- 2002 р. — завод № 2 почав виробництво негазованої мінеральної води «Бакуріані» в 5-літрових, а з 2008 р. — в 6-літрових пляшках.
- 2004 р. — почався другий етап модернізації заводів. Встановлені нові європейські лінії з розливу води, проведені роботи з реконструкції заводських будівель та складів.
- 2005 р. — виробництво «Боржомі» досягло 200 млн пляшок.
- 2007 р. — відома міжнародна сертифікаційна компанія Bureau Veritas провела аудит розливних заводів, в результаті якого їм присуджено міжнародний сертифікат безпеки і якості виробництва ISO 22000.

## Цікаві факти
- За старою грузинською легендою, назва селища Боржомі походить від двох слів — «борж» (кріпосна стіна) та «омі» (війна). Раніше воювали часто, а селище Боржомі було вигідно розташоване в ущелині. Гори довкола нього і стали тією самою кріпосною стіною, а на схилах ущелини були побудовані сторожові башти.
- Боржомі за своїм винятковим складом та терапевтичними властивостями не поступається відомій цілющій воді джерела Vichy-grande-grille у Франції та Сілезького джерела у Німеччині. Не випадково ще сто років тому курорт у Боржомській ущелині називали в Європі «російським Віші».
- Перша спроба виробничого розливу боржомі була здійснена у далекому 1850 році. Тоді аптекар Боржомського військового лазарету Захаров розлив цю мінеральну воду в 1300 пляшок і вивіз на продаж.
- У 1900 році виробництво боржомської мінеральної води вперше перевищило один мільйон пляшок на рік.
- У 1980 році вода «Боржомі» стала першим брендом, чия біло-червона етикетка отримала абсолютне впізнання серед споживачів на території СРСР. Щодня продавалося до мільйона півлітрових пляшок, а річний об'єм досяг рекордних 400 мільйонів пляшок. Боржомі стала не лише найпопулярнішою водою, але і частиною історії всієї країни.
- Сьогодні боржомі розливається з того ж джерела, що і в 1890 році, та долає відстань 2000 км дорогою до українського споживача з грузинського порту Поті морем в Чорноморськ.
- Характерний блакитно-зелений колір пляшки «Боржомі» запатентований і навіть має власну назву — Georgian Green (грузинський зелений).
- Вживання боржомі корисне для зубів: у воді міститься фторид- та йодид-іони, що зменшують імовірність виникнення карієсу.
- Під час візитів Уінстона Черчіля до Радянського Союзу на столі поряд з ним незмінно стояли пляшки «Боржомі» як невіддільна частина офіційного протоколу.
- Приземлившись після польоту в космос, перше, про що попросив Юрій Гагарін, — попити боржомі. Про це розповів професор Воловіч, що займався медичним забезпеченням пошуково-рятувальної операції.
- Під час репетицій спектаклів відомий радянський театральний режисер Георгій Товстоногов завжди сидів у дванадцятому ряду партеру, де для нього завжди була заздалегідь приготована пляшка «Боржомі».
- Під час зйомок фільму «Соляріс» у сцені конференції з соляристики на столах стоїть «Боржомі». Члени знімальної групи говорили, що справа відбувається в далекому майбутньому і треба або обернути етикетки від камери, або наклеїти якісь інші, вигадані. Але режисер фільму Андрій Тарковський був невблаганним — він наполіг на тому, щоб етикетки на пляшках читалися. Він був впевненим, що і в далекому майбутньому «Боржомі» обов'язково буде.
- За природними мірками боржомі вже більш як 1500 років, але його мінеральний склад залишається незмінним. Це підтверджують постійні лабораторні спостереження, які проводяться з 1890 року.

## Фотогалерея

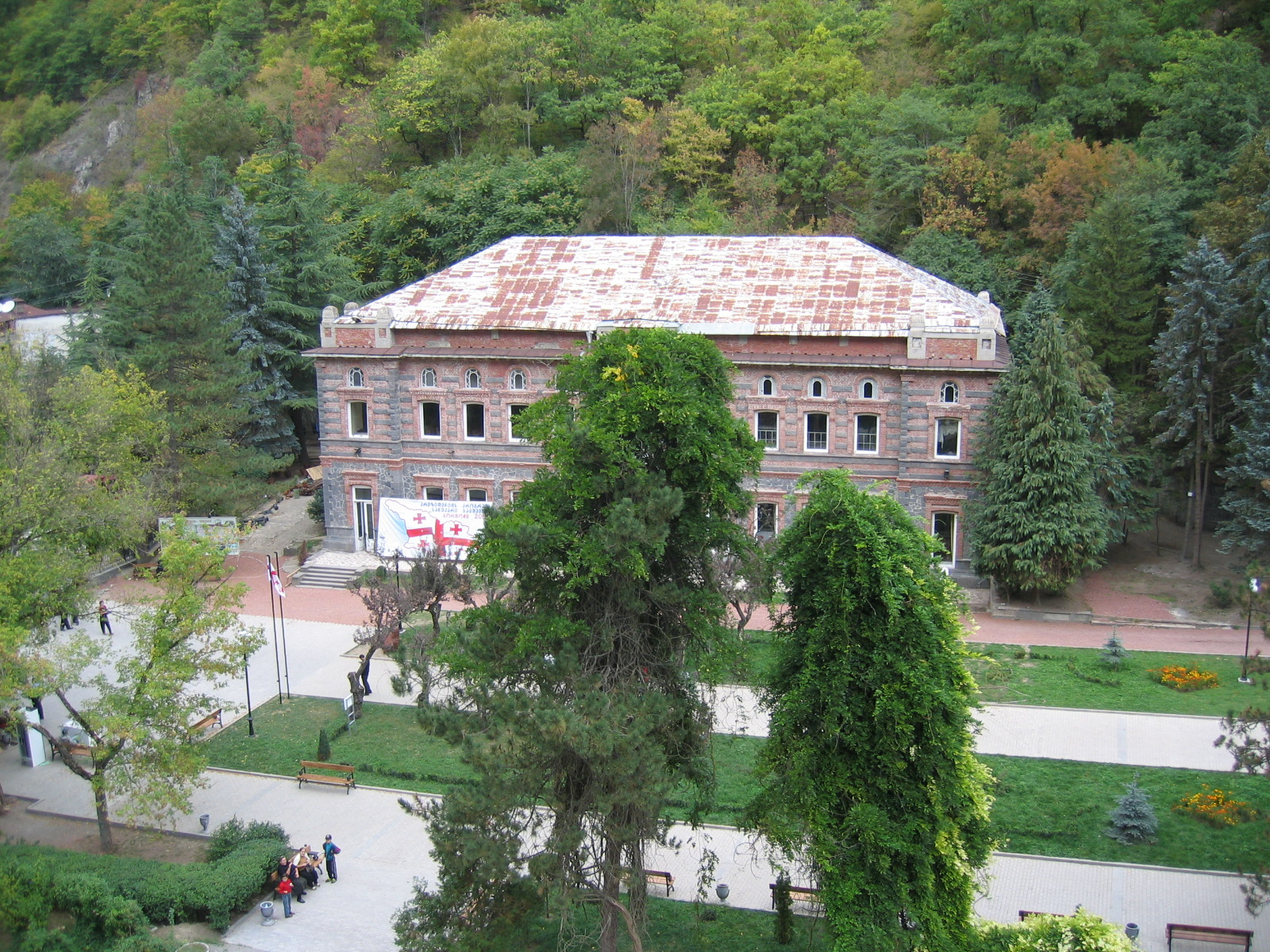
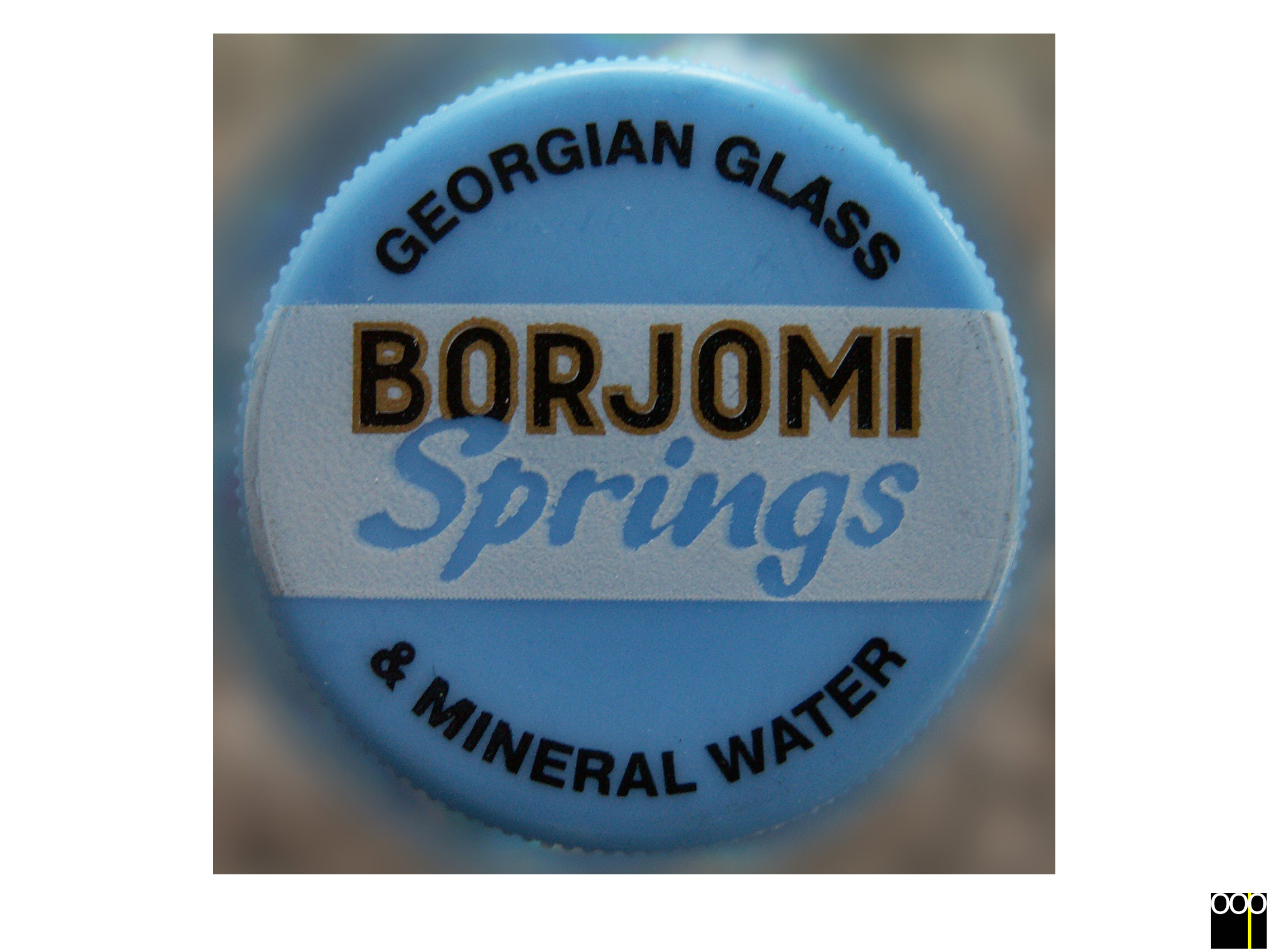
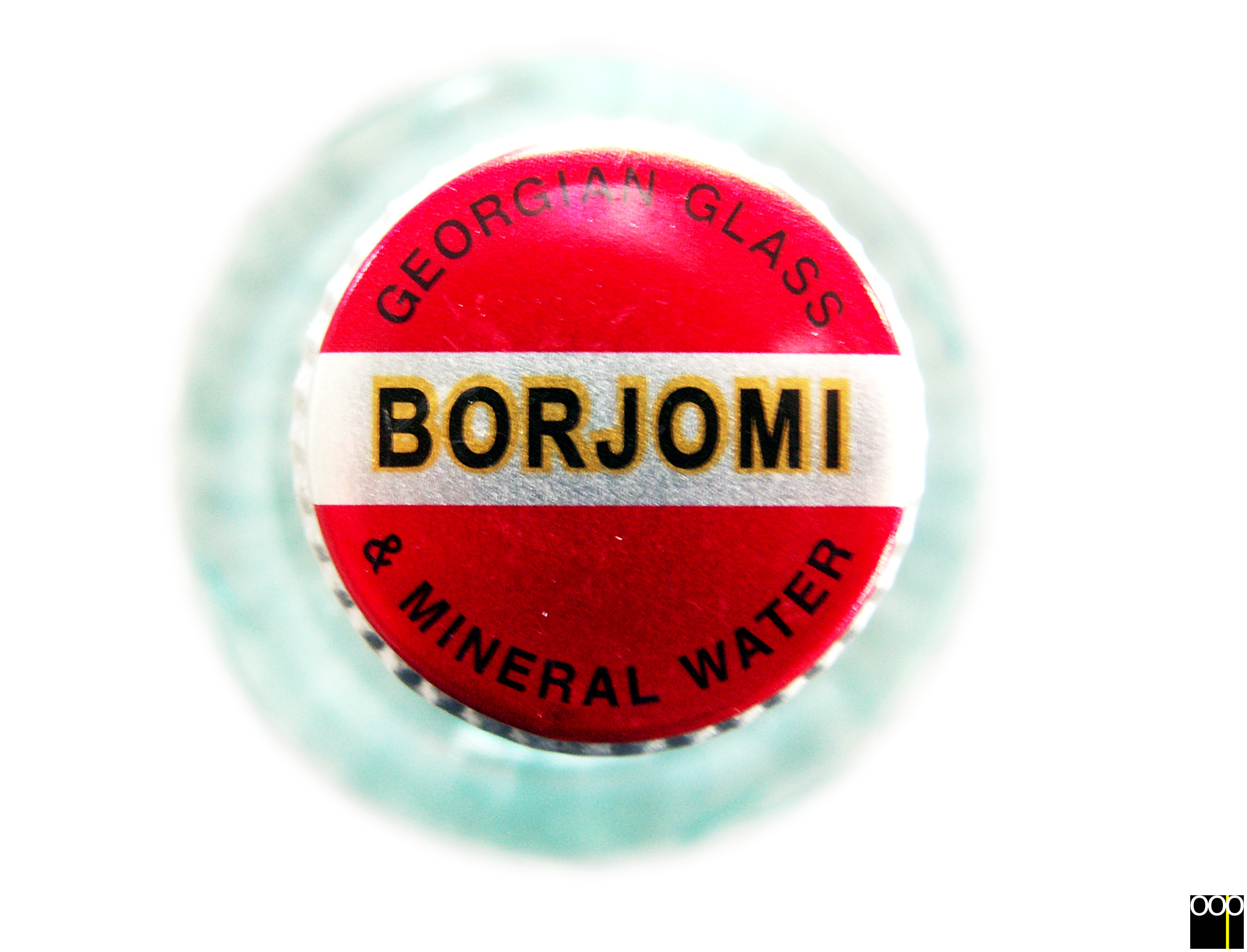
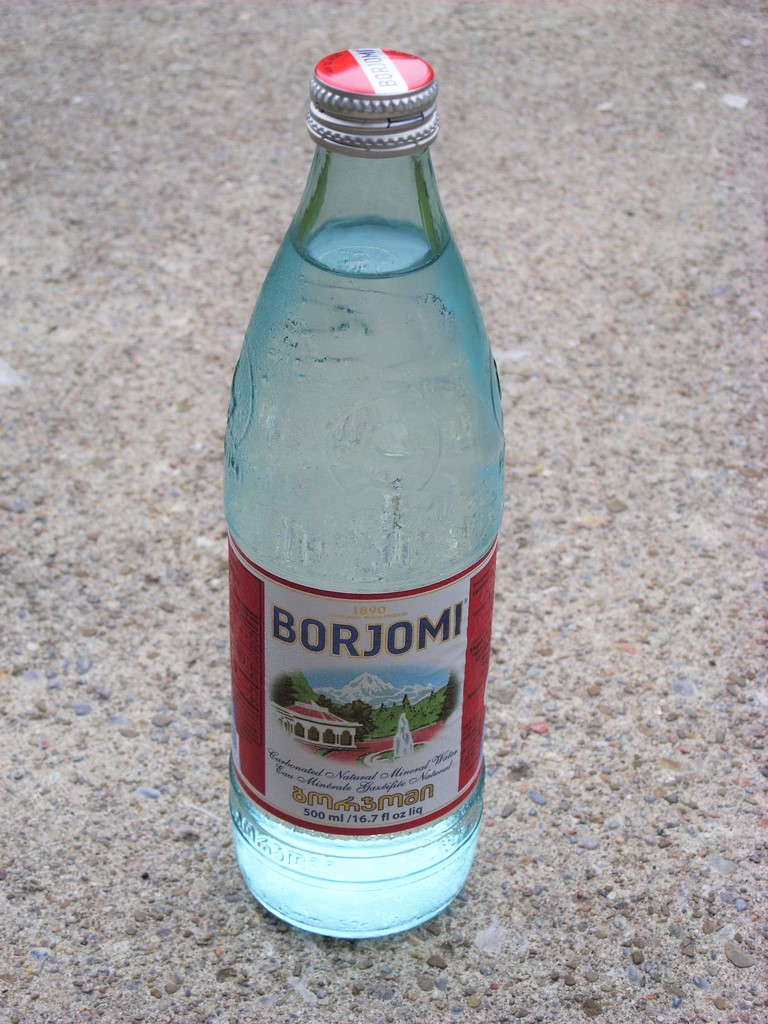
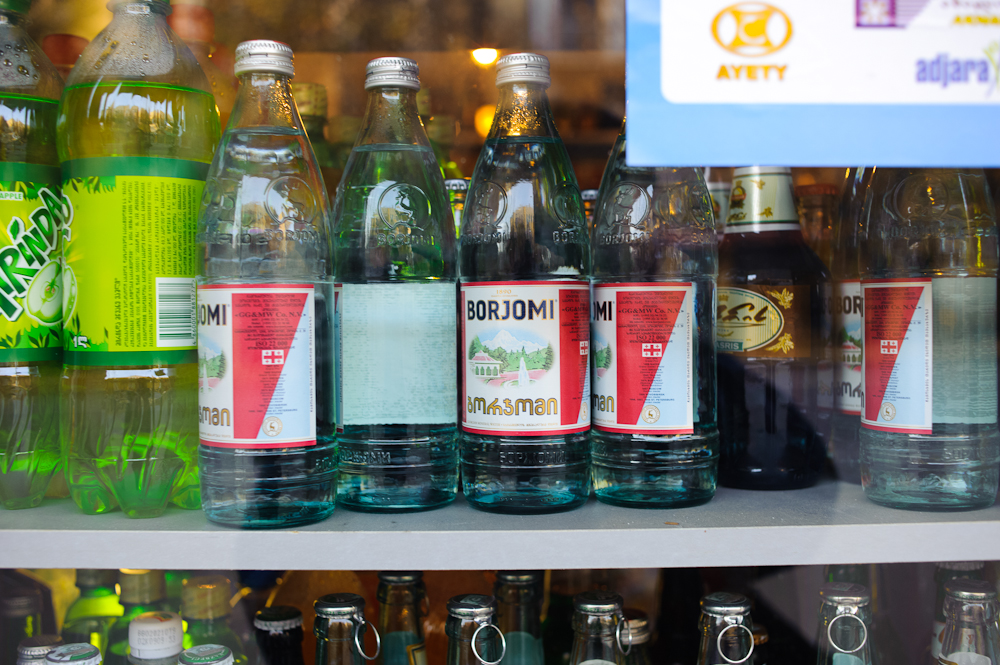